# Massangam
Massangam (früher Massagham) ist eine Stadt und Gemeinde (Kommune) in Kamerun. Sie liegt in der Region Ouest im Département Noun.
Es war einst Behandlungsort für die Fons (Könige) des Königreiches Bamum.

## Geografie
Massangam liegt in West-Kamerun, etwa 160 Kilometer nördlich der Hauptstadt Yaoundé.

## Verkehr
Massangam liegt an der Provenzialstraße P25.